# Oulad Yaacoub
Oulad Yaacoub (en àrab أولاد يعقوب, Ūlād Yaʿqūb; en amazic ⵡⵍⴰⴷ ⵉⵄⵇⵓⴱ) és una comuna rural de la província d'El Kelâa des Sraghna, a la regió de Marràqueix-Safi, al Marroc. Segons el cens de 2014 tenia una població total de 7.143 persones.